# Antisemitenpetition

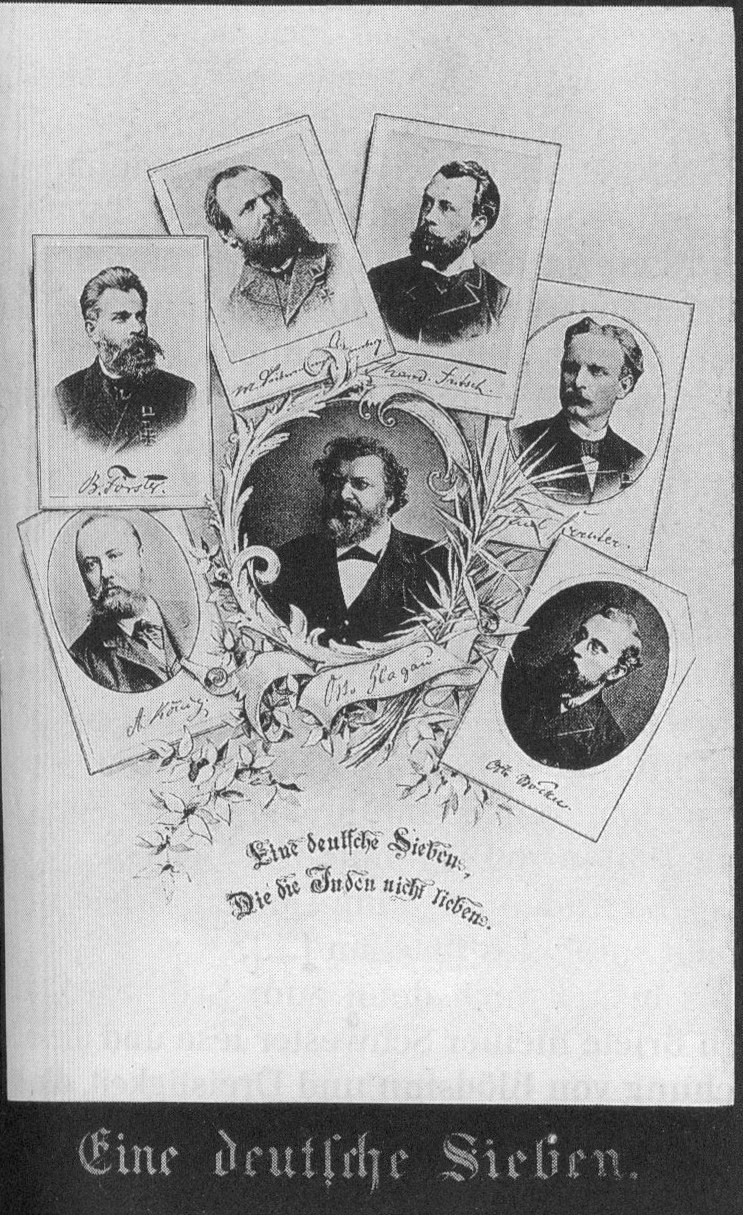
Porträt-Montage von um 1880 bekannten Antisemiten. Mitte: Otto Glagau, darum im Uhrzeigersinn Adolf König, Bernhard Förster, Max Liebermann von Sonnenberg, Theodor Fritsch, Paul Förster und Otto Böckel

Die Antisemitenpetition war eine 1880/1881 von deutschen Antisemiten der Berliner Bewegung veranlasste Petition an den Reichskanzler und preußischen Ministerpräsidenten Otto von Bismarck, die die Rücknahme wesentlicher Gleichstellungsgesetze für Juden verlangte.
Hauptinitiatoren waren der Leipziger Physik- und Astronomieprofessor Karl Friedrich Zöllner (1834–1882) und Max Liebermann von Sonnenberg, Bernhard Förster, Paul Förster und Ernst Henrici. Zu den Erstunterzeichnern gehörten der bekannte Berliner Hofprediger Adolf Stoecker, der Chemnitzer Verleger Ernst Schmeitzner (1851–1895) sowie der Komponist und Dirigent Hans von Bülow (1830–1894).

## Forderungen
Die Antisemitenpetition forderte die Einschränkung der 1869 für den Norddeutschen Bund und 1871 für das Deutsche Reich erfolgten verfassungsrechtlichen Gleichstellung der Juden. Begründet wurde dies durch die angebliche wirtschaftliche Ausbeutung und vorgebliche soziale wie rassenmäßige Zersetzung des deutschen Volkskörpers durch die Juden. Daher müsse ihr Vordringen in gesellschaftliche Schlüsselpositionen verhindert werden. Gefordert wurden im Einzelnen:
1. Entfernung von Juden aus dem Staatsdienst und dem Heer, Zurückdrängung in der Justiz (dabei speziell der Ausschluss vom Richteramt)
2. Verbot der Anstellung jüdischer Lehrer an Volksschulen, nur in Ausnahmen ihre Zulassung an höheren Schulen und Hochschulen
3. Wiederaufnahme der amtlichen Statistik über die jüdische Bevölkerung.
4. Einschränkung der Einwanderung von Juden aus Österreich-Ungarn und Russland.

## Beratung im preußischen Abgeordnetenhaus
Auf Antrag des linksliberalen Abgeordneten Albert Hänel wurde die Antisemitenpetition am 22. und 24. November 1880 im preußischen Abgeordnetenhaus debattiert. Anders als erhofft verurteilte die Regierung die Petition nicht. Sie erklärte nur, dass sie am Rechtszustand der Gleichberechtigung der religiösen Bekenntnisse in staatsbürgerlicher Hinsicht nichts ändern wolle. Damit blieb sie auf dem Rechtsboden der preußischen Verfassung und des Bundesgesetzes von 1869. Eine Stellungnahme zur antisemitischen Verwaltungspraxis vermied sie ebenso wie eine Stellungnahme zur Agitation der Antisemiten.
Außer den Linksliberalen verurteilte keine andere im Abgeordnetenhaus vertretene Fraktion die antisemitische Kampagne. Sie verteidigten zwar überwiegend die rechtliche Judenemanzipation, führten die Agitation aber auf ein angebliches Fehlverhalten der Juden selber zurück. Der Mehrheit der Zentrumsfraktion kamen Stoeckers Angriffe auf die Juden sogar gelegen. Ludwig Windthorst, Führer der Zentrumspartei, der sich über die verhängnisvollen Folgen des politischen Antisemitismus für Deutschlands Innenpolitik und für die Lage der katholischen Minderheit im Klaren war, konnte nur „für seine eigene Person“ sprechen, als er das Vorgehen gegen die Juden, wie es in dieser Petition geschah, laut missbilligte.
Der Führer der Konservativen, Ernst von Heydebrand, sprach in scharfen Worten gegen die Juden. Die Freikonservativen wollten den Linksliberalen nicht beistehen und die Nationalliberalen verhielten sich reserviert.
Nur Eugen Richter, damals Führer der Fortschrittspartei, wandte sich direkt gegen Stoecker und warf ihm als Mitinitiator der Petition vor:
„Das ist gerade das besonders Perfide an der ganzen Bewegung, daß während die Socialisten sich bloß kehren gegen die wirtschaftlich Besitzenden, hier der Racenhaß genährt wird, also etwas, was der Einzelne nicht ändern kann und was nur damit beendigt werden kann, daß er entweder todtgeschlagen oder über die Grenze geschafft wird.“

## Unterschriftensammlung und Einreichung
Die Unterschriftensammlung für die Petition sollte nach dem Willen ihrer Initiatoren in ganz Deutschland erfolgen und den Charakter eines Plebiszits erhalten.
Zwischen August 1880 und April 1881 hatten die Antisemiten für ihre Petition im gesamten Reichsgebiet nach ihren eigenen Angaben 267.000 Unterschriften gesammelt (tatsächlich waren es wohl weniger, allerdings mindestens 225.000). Die Initiatoren der Petition verfügten über keine parteipolitischen Organisationen und konnten sich bei der Werbung für ihr Anliegen zunächst lediglich auf einzelne Agitatoren stützen. Es gelang jedoch, dank der akademischen Wirksamkeit einiger Universitätsprofessoren wie Heinrich von Treitschke in der Antisemitismusdebatte viele Studenten zu aktivieren und für die Agitation zugunsten der Petition zu gewinnen. Eine ähnliche Wirkung entfaltete die antisemitische Agitation des populären Hofpredigers Adolf Stoecker. Einflussreich war auch das Buch von Wilhelm Marr Der Sieg des Judenthums über das Germanenthum, das 1879 zwölf Auflagen erlebte, was Marr zur Gründung seiner Antisemitenliga bewog. Seit Oktober 1880 bildeten sich an vielen Universitäten Ausschüsse zur Vorbereitung dieses sogenannten Plebiszits. Aus diesen Ausschüssen bildeten sich die Vereine deutscher Studenten, so zu Beginn des Jahres 1881 in Berlin, Halle und Breslau.
Den Initiatoren kam die unklare Haltung der Regierung und der Parteien zugute, so dass man in ländlich-konservativ geprägten Regionen Preußens erfolgreich suggerieren konnte, der Inhalt der Petition sei im Sinne der Regierungspolitik. Während die Verbreitung der Petition in Ostelbien von konservativen Honoratioren unterstützt wurde, blieben Unterstützung und Resonanz in Nord-, West- und Süddeutschland gering.
Regionale Verteilung der Unterschriften:
- Schlesien: 54.000 (davon 5.000 in Breslau)
- Brandenburg und Berlin: 38.000 (davon 15.000 in Berlin)
- Westfalen: 27.000
- Rheinprovinz: 20.000
- Württemberg, Baden und Hohenzollern: 7.000
- Bayern: 9.000

Diese Zahlen legten die Petenten selbst vor, wahrscheinlich müssen sie nach unten korrigiert werden. Angaben zu weiteren Städten, Bundesstaaten und preußischen Provinzen sind nicht bekannt.
Über die soziale Herkunft der Unterzeichner können keine gesicherten Angaben gemacht werden. Es ist lediglich bekannt, dass 4.000 Studenten (d. h. 19 % aller Studierenden) unterzeichnet hatten. Stoecker unterzeichnete die Petition, obwohl er dies in der Debatte des preußischen Abgeordnetenhauses bestritten hatte, Treitschke hingegen nicht.

## Folgen der Petition
Im Zusammenhang mit der Agitation für die Antisemitenpetition kam es in Neustettin zu gewaltsamen Ausschreitungen. Am 18. Februar 1881, wenige Tage nach zwei Reden Ernst Henricis vom 13. und 14. Februar, brannte die Synagoge der Stadt nieder, und es kam zu judenfeindlichen Krawallen. 1883 wurde ein Prozess gegen mehrere städtische Juden eingeleitet, denen man Brandstiftung an der eigenen Synagoge zur Last legte.
Gegen die Petition veröffentlichten im Jahre 1880 auf Anregung des Berliner Oberbürgermeisters Max von Forckenbeck 75 Repräsentanten des deutschen Geisteslebens eine „Notabeln-Erklärung“. Theodor Mommsen, Johann Gustav Droysen, Rudolf von Gneist, Rudolf Virchow und andere protestierten darin gegen die „Wiederbelebung eines alten Wahns“.
Am 13. April 1881 wurde die Antisemitenpetition mit den in 26 Bänden zusammengefassten Unterschriftenlisten im Reichskanzleramt eingereicht. Bismarck, der die antisemitische Bewegung zur Schwächung der Liberalen zeitweise instrumentalisiert hatte, ignorierte sie. Der Vizepräsident des Preußischen Staatsministeriums Graf Otto zu Stolberg-Wernigerode erklärte im Reichstag, dass die Regierung an der Gleichberechtigung der religiösen Bekenntnisse in staatsbürgerlicher Hinsicht nichts zu ändern gedenke. Rudolf Virchow, einer der Gegner der Antisemiten, nannte diese Antwort „korrekt, aber kühl bis ans Herz hinan“. Für die Antisemiten war die Petition dennoch ein Teilerfolg. Ihnen war es gelungen, breite öffentliche Aufmerksamkeit auf sich zu ziehen und etwa eine Viertelmillion Unterzeichner zu werben.
Preußen betrieb ab 1884 eine gezielte Ausweisungspolitik im Sinne der Petition: In den folgenden beiden Jahren wurden 10.000 jüdische Polen und 25.000 weitere Polen ausgewiesen. Rechtsgrundlage dafür war das „Blutrecht“ (ius sanguinis), das 1842 in Preußen eingeführt worden war. Die Ausgewiesenen konnten dadurch nicht die preußische und deutsche Staatsbürgerschaft erlangen, sondern blieben Ausländer unter Sonderrecht.
Dies ermutigte die Initiatoren zu Parteigründungen, die während der starken antisemitischen Stimmungen und Kampagnen in der wilhelminischen Gesellschaft der 1890er Jahre einige Wahlerfolge erzielten. Die Inhalte der Antisemitenpetition bildeten den Kern der jeweiligen Parteiprogramme in Bezug auf die „Judenfrage“.